# پراگا-پووودنگه
پراگا-پووودنگه (به لهستانی:  Praga-Południe) یک منطقهٔ مسکونی در لهستان است که در ورشو واقع شده‌است. پراگا-پووودنگه ۲۲٫۴ کیلومتر مربع مساحت و ۱۸۷٬۸۴۵ نفر جمعیت دارد.